# 伊斯布雷希特冰川
72°14′S 100°46′W / 72.233°S 100.767°W
伊斯布雷希特冰川是南極洲的冰川，位於埃爾斯沃思地的瑟斯頓島，處於科克斯冰川和黑爾冰川之間，現時由南極條約體系管理。